# Henry Anderson
Henry Wyatt Anderson (* 10. prosince 1992 v Atlantě, stát Georgie) je hráč amerického fotbalu nastupující na pozici Defensive enda za tým Indianapolis Colts v National Football League. Univerzitní fotbal hrál za Stanfordovu univerzitu, poté byl vybrán ve třetím kole Draftu NFL 2015 týmem Indianapolis Colts.

## Mládí
Anderson navštěvoval Woodward Academy v College Parku ve státě Georgie. Zde hrával americký fotbal pod trenérem Markem Millerem a během této doby zaznamenal 183 tacklů a 20,5 sacku. V sezóně 2009 si připsal 81 tacklů (z toho 14 pro ztrátu), 9,5 sacku a 6 zblokovaných přihrávek, čímž přispěl svému týmu k druhému místu v divizi 4AAA. Za to byl jmenován do prvního all-stars týmu státu Georgie a v roce 2010 se zúčastnil All-American Bowlu. Web Rivals.com ho ohodnotil třemi hvězdičkami jako 27. nejlepšího Defensive enda v zemi, web Scout.com jako 42. nejlepšího.
Anderson se rovněž věnoval basketbalu a atletice. Zvítězil ve státním mistrovství a zároveň překonal rekord školy ve vrhu koulí, když hodil 17,44 metru. V hodu diskem si připsal solidních 43,88 metru a byl členem štafety na 4×100 metrů.

## Vysoká škola a univerzita
Anderson přestoupil na Stanfordovu univerzitu, kde mezi roky 2010–2014 hrál americký fotbal. Po vynechané první sezóně nastoupil v ročníku 2011 do třinácti utkání, převážně jako střídající hráč, ve kterých zaznamenal 6 tacklů a 37 yardů dlouhý fumble recovery. V sezóně 2012 už odehrál všech 14 zápasů a připsal si 50 tacklů a 5,5 sacku. V ročníku 2013 vynechal šest zápasů v důsledku zranění kolena, jeho osobní statistiky se zastavily na 19 tacklech a třech sacích. V sezóně 2014 opět odehrál všech třináct zápasů s bilancí 65 tacklů a 8,5 sacku.
| Parametry před draftem |           |              |                |            |             |             |       |          |                 |                |              |
| Výška                  | Váha      | Délka paží   | Velikost rukou | 40-yd dash | 10-yd split | 20-yd split | 20 ss | 3 kužely | Vertikální skok | Skok z místa   | Bench-press  |
| 6 stop 6 palců         | 294 liber | 33 1⁄2 palce | 9 3⁄4 palce    | 4.97 s     | 1.74 s      | 2.90 s      | 4.19s | 7.20 s   | 30 palců        | 9 stop 3 palce | 23 opakování |

## Profesionální kariéra

### Draft NFL 2015
Anderson byl vybrán ve třetím kole Draftu NFL 2015 jako 93. hráč celkově týmem Indianapolis Colts. Ve své nováčkovské sezóně měl Anderson působit především jako záloha za zkušeného Arthura Jonese, jenže ten se ještě před začátkem základní části zranil do konce sezóny a Anderson tak nastoupil na jeho místo. Na pozici levého Defensive enda odehrál devět zápasů (pokaždé jako startující hráč), než si 8. listopadu 2015 v utkání proti v té době neporaženým Denver Broncos poranil koleno a sezóna pro něj skončila. I tak si připsal 31 tacklů (12 asistovaných), sack a dvě zblokované přihrávky.